# آوخوست ملمان
آوخوست ملمان (انگلیسی: August Meuleman; ۲۰ اکتبر ۱۹۰۶ – ۱۲ فوریهٔ ۲۰۰۰) دوچرخه‌سوار اهل بلژیک بود.